# Fiera di Vicenza
La Fiera di Vicenza è il polo fieristico del capoluogo berico, conosciuto soprattutto per le 3 importanti rassegne legate all'oreficeria, ed è costituito da un Quartiere Fieristico e dal centro congressi Vicenza Convention Centre.
Dal 2016 il polo fieristico di Vicenza fa parte di Italian Exhibition Group S.p.A., che detiene la proprietà del Quartiere Fieristico, mentre fruisce del Vicenza Convention Centre grazie al fatto che in parte è di proprietà del gruppo e in parte è condotto sulla base di un contratto di comodato ad uso gratuito con scadenza 31 dicembre 2050..

## Storia
Nata nel 1948 su iniziativa di Gaetano Marzotto, fondatore e primo presidente, l'ente fieristico di Vicenza muove i primi passi come Fiera Campionaria Nazionale, progetto che coinvolge il Comune, l'Amministrazione Provinciale e l'Ente Provinciale del Turismo.
Il coinvolgimento da parte dei cittadini trasforma ben presto la Fiera in un evento popolare con l'opportunità di promuovere le attività locali. Il successo ottenuto convince la dirigenza a cercare un sito più spazioso e funzionale e così dalla sede iniziale situata nel centro della città ai Giardini Salvi, nel 1971 la Fiera di Vicenza si trasferisce nell'attuale edificazione di Vicenza Ovest, in via dell'Oreficeria. Nel corso del tempo l'area prescelta con gli anni si è trasformata nella principale zona industriale grazie anche alla vicinanza con l'autostrada e alle condizioni di miglior viabilità rispetto al centro storico.
Attualmente la Fiera di Vicenza è considerata il polo fieristico più importante a livello mondiale per il settore dell'oreficeria. Inoltre, la Fiera di Vicenza ha da tempo allargato la sua proposta fieristica con eventi dedicati allo stile di vita e al settore Lusso con importanti manifestazioni di riconosciuta fama internazionale.

### L'accreditamento dell'O.N.U.[3]
Nel marzo 2013 Fiera di Vicenza, con il supporto della Confederazione Mondiale della Gioielleria, ha ricevuto l'accreditamento presso il Consiglio Economico e Sociale delle Nazioni Unite. È la prima volta che le Nazioni Unite riconoscono che un'organizzazione fieristica contribuisce direttamente alle "politiche etiche, dell'ambiente e della responsabilità sociale delle imprese".

## Struttura del quartiere fieristico
I 13 padiglioni (A, A2, B, B1, C, D, D1, E, F, G, H, I ed L) che formano l'area espositiva occupano 70 500 m² e si caratterizzano per la presenza di un padiglione centrale a forma di piramide e di spazi modulabili di diverse dimensioni, adatti ad ospitare ogni genere di manifestazione.
Per organizzatori, espositori e visitatori della Fiera di Vicenza sono i servizi a disposizione sono: Poste e Telecomunicazioni, guardia medica, banca, internet point, nursery, guardaroba, sala stampa, stazione di polizia, snack bar e copertura Wi-Fi, un ristorante e una edicola con annessa tabaccheria, il ristorante Lounge del Padiglione B1, il Kosher del Padiglione G oppure il Ristorante Cinese del Padiglione H.
L'area congressuale comprende tre sale: la sala Palladio di 714 posti, la sala Fogazzaro di 40 posti e la sala Trissino di 100 posti offrendo ambienti ed attrezzature per congressi di piccole, medie e grandi dimensioni. Tutte le Sale dell'area congressuale sono fornite di strumenti tecnici avanzati tra cui anche PC portatili, sistemi Wi-fi , radiomicrofoni da giacca, a mano e headset.
La Sala Palladio dispone di tecnologie di amplificazione e di ulteriori attrezzature come una postazione per il relatore con microfono e monitor, un bancone relatori di 12 posti con microfono e monitor, ottimo impianto di registrazione audio, collegamento per proiezione da pc. Nella Sala Palladio sono anche presenti maxi-schermo, video-proiettore e impianto di illuminazione con possibilità di variazione dell'intensità.
La Sala Trissino, invece, dispone di schermo, videoproiettore, tavolo relatori con 6 posti, leggio, amplificazione, possibilità di reception e registrazione audio e video.
Nella Sala Fogazzaro sono disponibili amplificazione e un tavolo quadrato è anche possibile registrare audio e video.
Nel 2007 l'ente divenne una società per azioni (denominata Fiera di Vicenza S.p.A.), mentre la fiera fu oggetto di un leggero restyling delle strutture esterne.

### Il piano strategico di sviluppo 2011/2015
Negli ultimi anni si sono realizzati importanti lavori di ampliamento che fanno parte di un piano strategico denominato FDV 2011/2015 contraddistinto dal motto Nothing as before (Niente come prima).
L'opera principale è stata la costruzione del nuovo padiglione B1 (denominato il Magnete), di 15.000 m² con campata unica, completamente libera di pilastri, che consente una grande versatilità nell'utilizzo degli spazi, non solo per scopi espositivi, ma anche per ospitare grandi meeting, concerti, spettacoli ed eventi sportivi. L'area sopraelevata è destinata a zona ristorazione, sale convegni, riunioni e conferenze. Adiacente al nuovo padiglione è stato costruito un parcheggio multipiano ad otto livelli con una capacità di 600 posti auto, collegato con il quartiere fieristico e il Centro Congressi, che ha incrementato in modo ampio la disponibilità di posti auto coperti e protetti (punto debole del polo fieristico).
Il nuovo padiglione è stato inaugurato durante l'edizione 2014 di VicenzaOro Winter.

### La nascita diItalian Exhibition Group S.p.A.
Nel 2016 la società Fiera di Vicenza S.p.A., divenuta nel frattempo Vicenza Holding S.p.A., entra a far parte del gruppo Italian Exhibition Group S.p.A., mediante al suo conferimento in quest'ultima società. Dopo questa operazione, la Vicenza Holding S.p.A. risulta, al 2020, detenere il 19% del capitale sociale dell'Italian Exhibition Group S.p.A.

## Manifestazioni fieristiche
Oggi le fiere vicentine sono suddivise in tre gruppi di mostre: le mostre orafe, le fiere dell'innovazione, le fiere del pubblico.
- VicenzaOro Winter (gennaio)[5]: è una delle fiere più importanti al mondo per l'industria orafa ed è acclamata per gli standard di eccellenza raggiunti nella manifattura dell'oro nei prodotto esposti[6].
- Pescare show (febbraio): salone internazionale della pesca sportiva
- Hit (febbraio): principale appuntamento italiano di riferimento per il settore delle armi e munizioni sportive e civili
- Abilmente Primavera[7] (febbraio/marzo): mostra-atelier internazionale della manualità creativa
- Spaziocasa (marzo): idee e soluzioni per la casa
- Move! (marzo): salone del Turismo e dell'Ospitalità Universale
- MondoMotori Show[8](marzo): salone dedicato al mondo dei motori e della bici
- Arte Vicenza (aprile): mostra mercato d'Arte Moderna e Contemporanea
- Koinè (aprile): rassegna internazionale di arredi, oggetti liturgici e componenti per l'edilizia di culto
- Origin - Passion and Beliefs (maggio): fiera della moda e della manifattura
- VicenzaOro September (settembre)
- PharmaIt (settembre): fiera dell'innovazione in campo farmaceutico
- Children and family (ottobre): manifestazione dedicata al mondo dei bambini, della famiglia e del tempo libero
- Abilmente Autunno (ottobre)
- MedIt (ottobre): fiera dell'innovazione in campo medico
- Abilmente Roma (novembre): evento organizzato dall'ente berico ma che si svolge alla Fiera di Roma
- CosmoFood (novembre): rassegna dedicata al cibo, alle bevande e alle tecnologie in campo enogastronomico
- Motor expo Classic (novembre): mostra-scambio di auto, moto e cicli d'epoca